# Оса-горшечница обыкновенная
Оса-горшечница обыкновенная, или трипоксил стебельчатый (Trypoxylon figulus) — вид песочных ос из подсемейства Crabroninae (триба Trypoxylini). Типовой вид рода, первоначально описанный под названием Sphex figulus Linnaeus, 1758.

## Распространение
Европа: Австрия, Албания, Великобритания, Германия, Греция, Испания, Италия, Польша, Португалия, Франция, Россия, Украина, Швеция, Югославия и др. Балеарские острова.

## Описание
Длина 6—12 мм (самки), 5—10 мм (самцы). Расстояние между глазами на темени и под усиками почти одинаковое. Передний край наличника посредине самое большее слабо двузубчатый.
Встречается повсюду очень часто и гнездится в старых брёвнах и гнилых стволах деревьев, пользуясь отверстиями и ходами, проделанными различными другими насекомыми. Гнездо разделяется на отдельные ячейки глиняными стенками. Отверстие гнезда осы также замазывают глиною. Самки приносят в гнёзда тлей, а также мелких пауков, которые служат пищей личинкам. В каждой ячейке помещается по одной личинке. В этой стадии насекомое проводит всю зиму, окружая себя паутиной, и превращается следующей весной в куколку, из которой в скором времени выходит оса.